# Diamond Foods
Diamond Foods ist ein US-amerikanischer Lebensmittelhersteller. Das Unternehmen produziert und vertreibt vor allem Nüsse.

## Geschichte
Das Unternehmen wurde im Jahr 1912 von Walnussbauern gegründet. In den Jahren 2000 und 2004 war Diamond Ausrüster des amerikanischen Olympiateams. Seit 2015 sind Diamond-Produkte in mehr als 100 Ländern erhältlich. Im Jahr 2016 wurde das Unternehmen von Snyder's-Lance für rund 1,9 Mrd. Dollar inkl. der Schulden von etwa 640 Mio. Dollar aufgekauft und schon bald an die Investmentgesellschaft Blue Road Capital veräußert.
Das Unternehmen war in den 2000er Jahren an der NASDAQ mit dem Kürzel DNMD gehandelt worden. In dieser Zeit wurden Umsätze bis zu 364,88 Mio. US-Dollar erwirtschaftet worden.

## Produkte
Das Unternehmen produziert vor allem Walnüsse, Cashews, Mandeln und Pistazien, aber auch weitere Nussarten. zeitweise wurden auch Popcorn und unter dem Markennamen Kettle Chips auch Kartoffelchips verkauft.